# Sergio Stiso
Sergio Stiso (* 1458 in Zollino; † 16. Jahrhundert) war ein Mönch im griechischen Ritus, Humanist, Philosoph und Theologe. Er war auch einer der Hauptakteure des Hellenismus, der sich in Terra d’Otranto zwischen dem Ende des 15. und dem Beginn des 16. Jahrhunderts entwickelte.

## Leben
Über seine Anfangsjahre ist wenig bekannt. Es wird angenommen, dass er 1458 in dem kleinen Bauernhaus von Zollino geboren wurde, einem Dorf, das zur alten Provinz Terra d’Otranto gehörte, wo sich die Familie aus Gallipoli seit Anfang des 15. Jahrhunderts niedergelassen hat.
Es ist auch bekannt, dass er zunächst am renommierten Gymnasium von Nardò, einer der damals wichtigsten Schulen der Gegend, und dann am Kloster San Nicola di Casole in der Nähe von Otranto studierte. In diesen Jahren wurde er zu einem profunden Kenner der griechischen und antiken Literatur.
Im Kloster schlug er den Weg des Priestertums ein. Monsignore Fabrizio di Capua, Erzbischof von Otranto, übertrug ihm um 1520 die Kapelle San Salvatore in Zollino.
Stiso war einer der wichtigsten Humanisten des Salento, aber selbst den Historikern des Humanismus kaum bekannt. Erst in den letzten Jahren kam es zu einer teilweisen Wiederentdeckung dieses Philosophen durch das Studium einiger Korrespondenz mit dem griechischen Gelehrten Nicola Petreo von Curzola, seinem Schüler und Freund.
Stiso leitete eine Kopistenschule in der kleinen griechischen Stadt Salento, die in engem Kontakt mit dem sehr berühmten Kloster San Nicola di Casole in der Nähe von Otranto stand. Obwohl er die Soutane trug, verachteten seine Studien und seine Arbeit die profane Literatur nicht. Er beschränkte sich nicht darauf, zu dieser Zeit im Salento weit verbreitete Werke zu transkribieren, sondern versuchte, zahlreiche Texte aus in der Region unbekannten ausländischen Bibliotheken zu erwerben.
Er hatte auch eine Schule gegründet, in der er die Schüler der wohlhabenden Familien von Terra d’Otranto in Literatur und Philosophie unterrichtete. Dafür und für seine Kultur wurde er „Magister“ (Meister) genannt.
Die historische Bedeutung der Figur hängt jedoch eher mit einem Ereignis der türkischen Invasion von 1480 zusammen, die Otranto zerstörte, als mit dem außergewöhnlichen Volkswerk. Das nahe gelegene Kloster Casole beherbergte zu dieser Zeit eine der wichtigsten Bibliotheken Europas. Als die Sarazenen in der berühmten Schlacht von Otranto die Stadt angriffen, setzten sie auch die Bibliothek in Brand. Nach zahlreichen Quellen war es der Mönch aus dem Salento, der einen Teil der Manuskripte rettete und in den folgenden Jahren, zwischen den letzten Jahrzehnten des 15. und dem frühen 16. Jahrhundert, mit der anschließenden Wiederherstellung und dem Kopieren verschiedener Texte begann. Dies geschah im Skriptorium von Zollino, durch seine Schüler, unter denen Aulo Giano Parrasio, Matteo Tafuri von Soleto (später bekannt als Philosoph, Astrologe und Magier) und Marcantonio Zimarra von Galatina (Philosoph) zu erwähnen sind. Ihre Arbeit war von außerordentlicher geschichtskundlicher Bedeutung, weil sie es ermöglichte, zunächst den anderen Protagonisten des Humanismus und dann bis in die Gegenwart ein wichtiges Stück der damaligen griechisch-otrantinischen Kultur zu vermitteln.
Das Echo seiner Arbeit erreichte den Vatikan. Er wurde nach Rom berufen, um die vatikanische Bibliothek zu leiten, aber da er nun ein alter Mann war, lehnte er die Einladung zugunsten seines Schülers Nicolò Maiorano ab, der 1532 Kustos wurde. Er lebte zwischen 70 und 80 Jahren, da das genaue Datum seines Todes, der vor 1538 stattfand, nicht bekannt ist.